# Гас (Канзас)
Гас (англ. Gas) — город в округе Аллен, штат Канзас, США. По данным переписи населения США 2020 года, население города составляет 475 человек. Город назван в честь природного газа, обнаруженного в этом районе.

## История
Когда летом 1898 года в тауншипе Элм был обнаружен природный газ,месный фермер продал 24 га своей фермы компаниям, занимающимся торговлей газом, а в октябре разделил оставшуюся часть на участки, что стало началом «Газового города». Это место быстро росло, дешевое топливо, предоставляемое огромными запасами природного газа, привело к появлению множества крупных промышленных предприятий различных типов. В 1910 году население составляло 1281 человек, в городе были банк, ежедневная и еженедельная газета, оперный театр, почтовое отделение международных денежных переводов, из которого почта распределялась по округе, торговые дома, телеграф и курьерские конторы.

## География
Газ расположен вдоль автомагистрали 54 в тауншипе Элм, город находится примерно в 5 км к востоку от города Айола(центр округа ) и в 4 км к западу от города Ла-Харп. Развязка между автомагистралями 54 и 169 находится примерно в 3 км к западу от города.
По данным Бюро переписи населения США, город имеет общую площадь 1,89 км2. 